# فرودگاه دریاچه تاهو
فرودگاه دریاچه تاهو (به انگلیسی: Lake Tahoe Airport) یک فرودگاه همگانی با کد یاتا TVL است که یک باند فرود آسفالت دارد و طول باند آن ۲۶۰۴ متر است. این فرودگاه در کشور ایالات متحده آمریکا قرار دارد و در ارتفاع ۱۹۰۹٫۳ متری از سطح دریا واقع شده است.